# شهرستان ناملینگ
شهرستان ناملینگ (به لاتین: Namling County) یک منطقهٔ مسکونی در چین است که در شیگاتسه واقع شده‌است.